# Atmosphärenwissenschaften
Der Ausdruck Atmosphärenwissenschaften ist eine Sammelbezeichnung für verschiedene Naturwissenschaften im Gebiet der Erforschung der Erdatmosphäre. Die Atmosphärenwissenschaften sind damit Teil der Geowissenschaften.
Zu ihnen zählen unter anderem:
- Atmosphärenchemie
- Aeroklimatologie
- Meteorologie
  - Experimentelle Meteorologie
  - Theoretische Meteorologie
  - Synoptische Meteorologie
  - Angewandte Meteorologie
  - Technische Meteorologie
  - Wolkenphysik
  - Satellitenmeteorologie